# 魔法のジュース
「魔法のジュース」（まほうのジュース）は、妄想キャリブレーションの楽曲。同グループ7枚目のシングルとして、2015年4月7日にMOSO RECORDSより発売された。

## 概要
前作「悲しみキャリブレーション」から約5ヶ月ぶりのシングル。表題曲「魔法のジュース」は、青春ソングとなっており、カップリングの「YOUをちぇっくします!」は、メンバーがファンの盛り上がりをチェックするという趣旨の楽曲。
初回限定生産Type-A、初回限定生産Type-B、通常盤の計3形態で発売され、Type-Aには表題曲のミュージックビデオ、Type-Bはメンバー全員分のMCの異なるカップリング曲が収録されている。
表題曲のミュージックビデオの監督は篠田利隆（アマナ異次元）がつとめ、クリエイターの天野清之が開発した『絶対領域拡張計画「光るスカート」』とコラボレーション。秋葉原の街を舞台に光るスカートを履いた妄想キャリブレーションがパフォーマンスしたものとなっている。

## 収録曲

### 初回限定生産盤 Type-A
CD
1. 魔法のジュース
作詞：利根川貴之／作曲：Dr.Usui／編曲：Dr.Usui & Wicky.Recordings
2. YOUをちぇっくします!
作詞：利根川貴之／作曲：利根川貴之・坂和也／編曲：坂和也 & Wicky.Recordings
3. 魔法のジュース(Off Vocal)
4. YOUをちぇっくします!(Off Vocal)

DVD
1. 魔法のジュース MV

### 初回限定生産盤 Type-B
1. 魔法のジュース
2. YOUをちぇっくします!(MC 胡桃沢まひるver.)
3. YOUをちぇっくします!(MC 星野にぁver.)
4. YOUをちぇっくします!(MC 双葉苗ver.)
5. YOUをちぇっくします!(MC 桜野羽咲ver.)
6. YOUをちぇっくします!(MC 雨宮伊織ver.)
7. YOUをちぇっくします!(MC 水城夢子ver.)

### 通常盤
1. 魔法のジュース
2. YOUをちぇっくします!
3. 魔法のジュース(Off Vocal)
4. YOUをちぇっくします!(Off Vocal)